# ناتاليا ملكة صربيا
ناتاليا ملكة صربيا أو ناتاليا أوبرينوفيتش (بالصربية: Наталија Обреновић) واسمها عند الولادة هو ناتاليا كيشكو (بالروسية: Наталья Кешко) هي ملكة صربية قرينة ولدت في يوم 15 مايو 1859 في مدينة فلورنسا في دوقية توسكانا الكبرى لأب جنرال روسي وأم أميرة مولدوفية رومانية من عائلة ستروزدا. من خلال والدتها هي أيضاً حفيدة الطبيب الألماني كريستوف فلهلم هوفلاند. تزوجت من ملك صربيا ميلان الأول حينما كان ولي للعهد وأنجبت منه وريث العرش ألكسندر الأول. تعدد علاقات الملك ادى لسوء العلاقات بين الاثنين. كما اختلفت ناتاليا مع زوجها الذي كان يوالي النمساويين فيما كانت هي توالي الروس. استائت العلاقات بين الاثنين ليصل الملك إلى طلب الطلاق منها، وثم طردها من صربيا. لتلجئ إلى القرم في سنة 1887. بسبب شعبيتها في صربيا وموالاتها لروسيا وللوحدة السلافية سمح لها الملك ميلان بالعودة. لكن سرعان مع اختلفا مرة أخرى لتذهب بعد ذلك إلى فيسبادن في ألمانيا مصطحبةً معها ابنها. تنازل بعد ذلك الملك ميلان عن العرش في سنة 1889 لصالح ابنه الكسندر. اختلفت الملكة ناتاليا مع ابنها الكسندر ايضاً بسبب زواجه من دراغا ماشين والتي لم تكن من عائلة ملكية، حيث ارادت هي وزوجها ميلان تزويجه من الأميرة الألمانية ألكسندرا كارولين. بسبب اختلافها مع ابنها اضطرت لترك صربيا والهجرة إلى فرنسا. بعد اغتيال ابنها الكسندر وزوجته في سنة 1903 اثناء انقلاب مايو، تم إرسال ثروة عائلة أوبرينوفيتش اليها لكونها الوحيدة المتبقية من هذه العائلة. قامت الملكة بتوزيع الثروة للكنائس والأديرة في صربيا ولجامعة بلغراد. اثناء اقامتها في فرنسا اعتنقت الكاثوليكية هناك وثم ترهبنت في الدير وتوفيت في يوم 8 مايو 1941 في مدينة سان دوني. احتفظت الفاتيكان بمذكراتها وقامت بنشرها في سنة 1999.